# Пинто, Йешаяху
Рав Йешаяху Йосеф Пинто — еврейский духовный лидер, ортодоксальный раввин, каббалист, руководитель системы образовательных и благотворительных учреждений «Шува Исраэль».

## Биография
Родился 27 сентября 1973 года в семье потомственных знаменитых сефардских раввинов и каббалистов. Отец — рав Хаим Пинто, в настоящее время является главным раввином городов Кирьят-Малахи и Ашдода. Мать — дочь рава Меира Абухациры и внучка рава Исраэля Абухацира (Баба Сали) — чудотворца и духовного наставника марокканского еврейства. Учился в ешивах литовского направления иудаизма «Маалот ха-Тора» под руководством рава Шмуэля Ауэрбаха и в «Ешиват Ерухам».
В 2019 году назначен ав-бет-дин в Марокко.

## Общественная и политическая деятельность
В возрасте двадцати лет открыл небольшую ешиву, и к нему стали стекаться ученики.
В 1997 году основал образовательную и благотворительную систему «Шува Исраэль», учреждения которой расположены в Израиле (Ашдод, Ашкелон, Ришон-ле-Цион), в США (Нью-Йорк, Майами, Лос-Анджелес) и в Аргентине.
Лектор и автор более 40 книг.
Пользуется широким влиянием в высших политических кругах Израиля, но не занимает никаких официальных постов. Встречался со многими видными политическими и общественными деятелями Израиля, с израильскими и американскими магнатами. Среди тех, кто обращался к нему за советом, пресса называет израильских министров Исраэля Каца, Узи Ландау и Эли Ишая, депутатов Ципи Ливни, Ицхака Герцога и Йоэля Хасона, а также бизнесменов Льва Леваева и Нохи Данкнера.
По оценкам финансово-экономического журнала «Форбс» рав Иешаяу Пинто был признан одним из десяти богатейших раввинов Израиля.

## Личная жизнь
Женат. Отец троих детей.